# Pete Wentz
Peter Lewis Kingston Wentz III sinh ngày 5 tháng 6 năm 1979, nghệ danh được biết đến là Pete Wentz. Anh là một nhạc sĩ người Mỹ nổi tiếng, nghệ sĩ bass và là thành viên của ban nhạc rock Mỹ Fall Out Boy. Trong thời gian Fall Out Boy tạm thời tan rã từ năm 2009 - 2012, Pete Wentz đã thành lập nhóm electropop / dubstep Black Cards. Anh đang sở hữu một hãng thu âm, Decaydance Records, trong đó có ban nhạc đã ký hợp đồng như Panic! at the Disco và Gym Class Heroes.
Sự nghiệp nổi bật nhất của anh khi làm tay chơi bass cho nhóm rock Fall Out Boy.
Pete Wentz cũng từng đã mạo hiểm vào các dự án không âm nhạc khác, bao gồm cả văn thơ, diễn xuất và thời trang. Năm 2005 anh thành lập một công ty thời trang gọi là Clandestine Industries. Anh cũng tổ chức các chương trình truyền hình Best Ink và điều hành một công ty sản xuất phim gọi là Bartskull, cũng như một công ty gọi là Angels & Kings. Hoạt động từ thiện của anh bao gồm hợp tác với Invisible Children và UNICEF Tap Project, một dự án gây quỹ giúp mang lại nguồn nước sạch cho người dân trên toàn thế giới. Tạp chí People từng nói rằng: "Không có tay bass nào trội hơn hẳn một thủ lĩnh cũng như Pete Wentz của Fall Out Boy."

## Tiểu sử
Pete Wentz sinh ra tại tiểu bang Wilmette, Illinois là một vùng ngoại ô của Chicago. Anh là con trai của Dale Lewis - một nhân viên tư vấn tuyển sinh trường trung học và Pete Wentz II - một luật sư. Anh có một cô em gái tên Hillary và một người em trai là Andrew. Gia đình của mẹ ông di cư từ Jamaica. Ông ngoại của anh là người da đen Arthur Winston Lewis từng là Đại sứ Mỹ tại Sierra Leone. Anh em họ của anh - Arthur Winston Lewis là Tướng Colin Powell.
Cha mẹ của Pete Wentz gặp nhau trong khi vận động tranh cử cho Phó Tổng thống Joe Biden trong những năm 1970. Pete Wentz từng trả lời phỏng vấn tạp chí Rolling Stone rằng bài hát đầu tiên của mình được lắng nghe là "Build Me Up Buttercup" trong chiếc xe của cha mình. Wentz đã học tại trường Trung học New Trier và North Shore Country Day, nơi anh từng là là một cầu thủ bóng đá. Anh từng được coi là sẽ theo đuổi sự nghiệp chuyên nghiệp trong các môn thể thao như môn bóng đá, bóng chày, bóng rổ hay bóng bầu dục Mỹ. Tuy nhiên, quyết định theo đuổi ngành âm nhạc rõ ràng là một sự lựa chọn hoàn hảo hơn. Anh nói rằng: "Tôi luôn luôn có một cảm giác kì lạ khi chơi bóng. Nhưng lại không cảm thấy như một cuộc phiêu lưu. Âm nhạc là thứ có nhiều thách thức, chông gai và do vậy nó gây nên cảm giác thú vị hơn." - Pete chia sẻ về tình yêu âm nhạc của mình.
Trong năm đầu học trung học, anh trốn học thường xuyên và một nhân viên tư vấn học đã thuyết phục cha mẹ của Pete Wentz gửi anh đến trại huấn luyện cầm tù không thương tiếc. Trong thời gian này, Wentz đã bắt đầu viết những bài hát như là một cách để trút hết nỗi thất vọng của mình. Anh bắt đầu theo học đàn piano sau đó và đã thông qua một lối staingle edge. Sau khi tốt nghiệp trường cao đẳng vào năm 1997, anh đã tham dự Đại học De Paul - nơi anh theo ngành học khoa học chính trị, bỏ đi phần thi tốt nghiệp để tập trung vào sự nghiệp âm nhạc của mình.

## Sự nghiệp
Arma Angelus (1998 - 2001)
Pete Wentz bắt đầu sự nghiệp âm nhạc khi tham gia vào nhóm metalcore Chicago mang tên Arma Angelus là trong một số ban nhạc metalcore vào cuối năm 90. Nhóm bao gồm anh (scream-vocal và hát chính) First Born, cùng với Tim McIlrath, thủ lĩnh của Rise Against hiện tại làm clean-vocal),, và Racetraitor và Joe Trohman (thành viên của Fall Out Boy hiện tại).
Fall Out Boy (2001 - 2009)
Vào 2001, anh và tay guitar Joe Trohman thành lập ban nhạc pop-punk Fall Out Boy sau khi Joe Trohman giới thiệu cho một người rất quen biết âm nhạc và có triển vọng, Patrick Stump. Và sau đó Andy Hurley đã đồng ý chơi trống cho Fall Out Boy. Đội hình nhóm punk-rock Fall Out Boy được ổn định với bốn cái tên trên đến thời điểm hiện tại.
Năm 2002, ban nhạc Arma Angelus trong đó có Pete Wentz là ca sĩ chính đã diễn show cuối cùng trước khi nhóm giải tán.
Năm 2003, anh bắt đầu sự nghiệp với dòng nhạc punk-rock cùng Fall Out Boy khi ra mắt EP "Fall Out Boy's Evening Out With Your Girlfriend" và album phòng thu đầu tiên mang tên "Take This To Your Grave".
Năm 2005, album phòng thu thứ 2 "From Under the Cork Tree" ra mắt và đã đánh dấu bước đột phá trong mở đầu trong sự nghiệp của Fall Out Boy khi bán được hơn 2.5 triệu bản ở Mỹ và hơn 3 triệu bản trên toàn cầu. 2 đĩa đơn chính như "Sugar, We're Goin Down" và "Dance, Dance" lần lượt tiến vào top 10 BXH Billboard Hot 100. "From Under The Cork Tree" cũng đứng thứ 18 trong danh sách "Những album bán chạy nhất ở Mỹ năm 2005".
Từ 2007 - 2008, Pete cùng nhóm tung ra 2 album phòng thu là "Infinity On High" và "Folie a Deux]]" và 2 album thu âm hát live.
Năm 2009, sau khi trải qua một chu kỳ thành công cùng nhóm, Pete Wentz và 3 thành viên khác quyết định giải tán, để ngã rẽ sang con đường solo và dự án âm nhạc khác của cả bốn người.
Black Cards (2010 - 2012)
Trải qua sự nghiệp với các thể loại nhạc như heavy-metal hay punk, Pete Wentz đã chuyển sang thể loại mới EDM sau khi Fall Out Boy tan rã.
Cùng với giọng hát Bebe Rexha, anh lập nên nhóm electro-pop, EDM Black Cards. Đồng thời tham gia sáng tác nhạc cho một số nghệ sĩ như Cobra Starship, Gym Class Heroes,...
Khó để đoán được, trong thời gian đó, anh và Patrick Stump, Joe Trohman và Andy Hurley có ý định tái hợp Fall Out Boy khi hợp tác làm việc để tạo "sự trở lại đột phá" với album phòng thu thứ 5 "Save Rock and Roll".

## Hôn nhân
Anh kết hôn với nữ ca sĩ Ashlee Simpson là em gái của nữ ca sĩ nổi tiếng Jessica Simpson vào năm 2008. Sau đó sinh được con trai tên Bronx Lewis. Nhưng đến năm 2011 thì cả hai quyết định chia tay, hạnh phúc tan vỡ mặc dù trước đó khi cả hai cưới nhau, giới showbiz đã từng nhận định: "Đây là một trong những cặp đôi gây bất ngờ nhất trong ngành nghệ sĩ". Sau khi Pete và Ashlee chia tay, quyền nuôi con thuộc về Pete. Sau này thì Ashlee cũng đã có bạn trai mới và đã đính hôn.
Sau khi chia tay Ashlee Simpson, Peter đã hẹn hò với Meagan Camper và yêu nhau vào. Cuối cùng, vào năm 2011 cặp đôi này quyết định kết hôn với nhau. Hiện tại Pete đã có 2 cậu con trai tên Bronx Mowgli và Saint Lizslo.

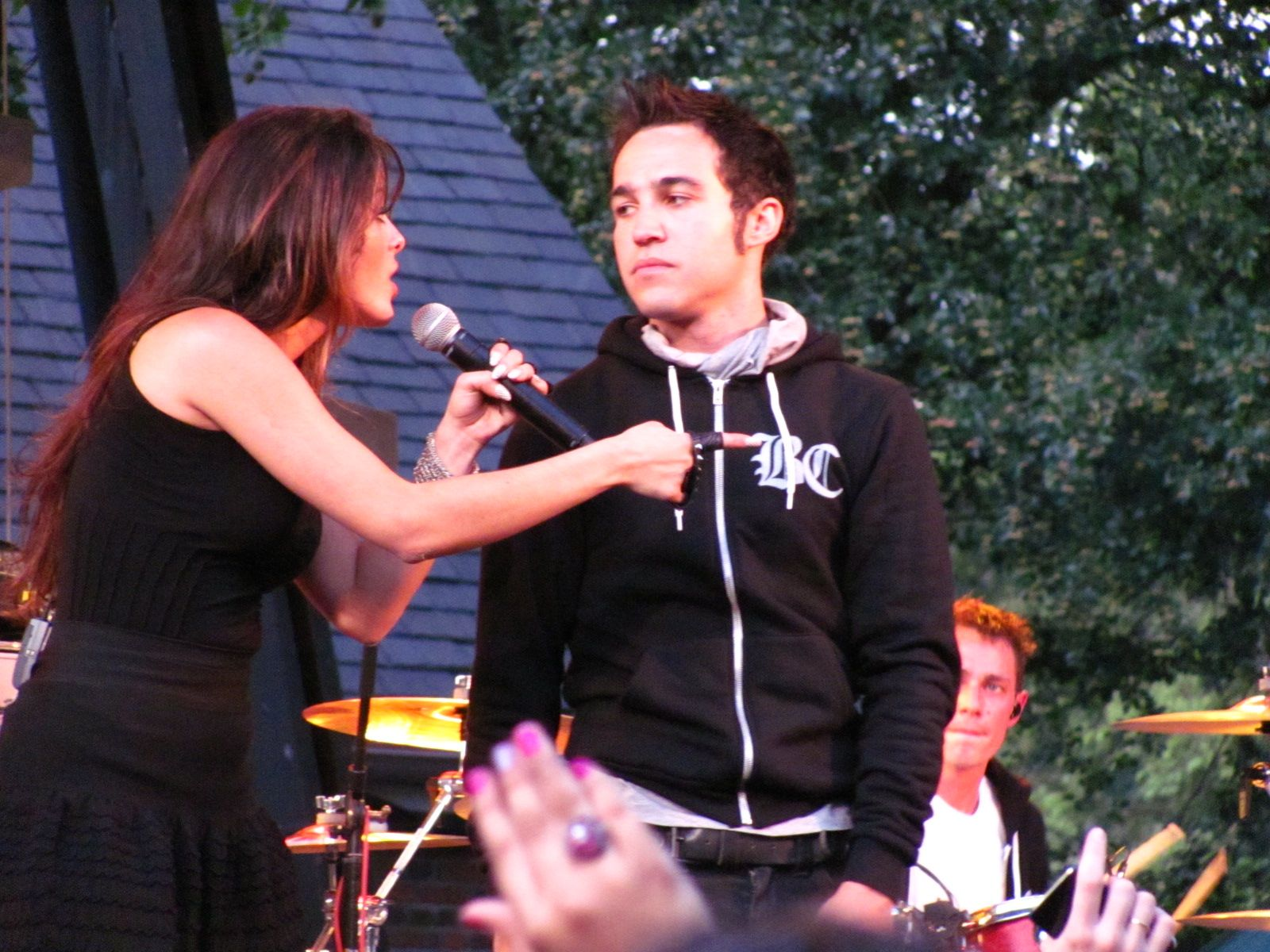
Pete Wentz trong bộ đôi DJ Black Cards (2011)